# John Nunn (veslač)
John Hamann Nunn, ameriški veslač, *12. oktober 1942, Terre Haute, Indiana.
Nunn je za ZDA veslal na Poletnih olimpijskih igrah 1968 v Mexico Cityju, kjer je v dvojnem dvojcu s soveslačem Billom Maherjem osvojil bronasto medaljo. 